# 楼烦郡 (隋朝)
楼烦郡，中国隋朝时设置的郡。
大业四年（608年）夏四月丙午，以离石郡汾源县、临泉县和雁门郡秀容县置。治所在静乐县（今属山西省）。下辖三县，静乐县、临泉县、秀容县。辖境约当今山西省忻州、静乐、岚县、岢岚、兴县、保德、定襄等市县地。义宁元年（617年），以秀容县置新兴郡（唐朝时，为忻州）。唐朝武德四年（621年）改为管州。